# كاريا (إقليم)

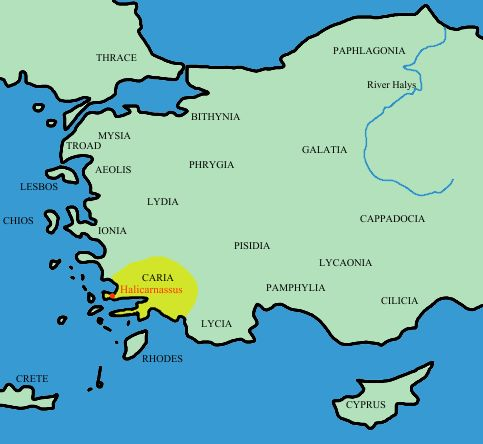
موقع كاريا في آسيا الصغرى

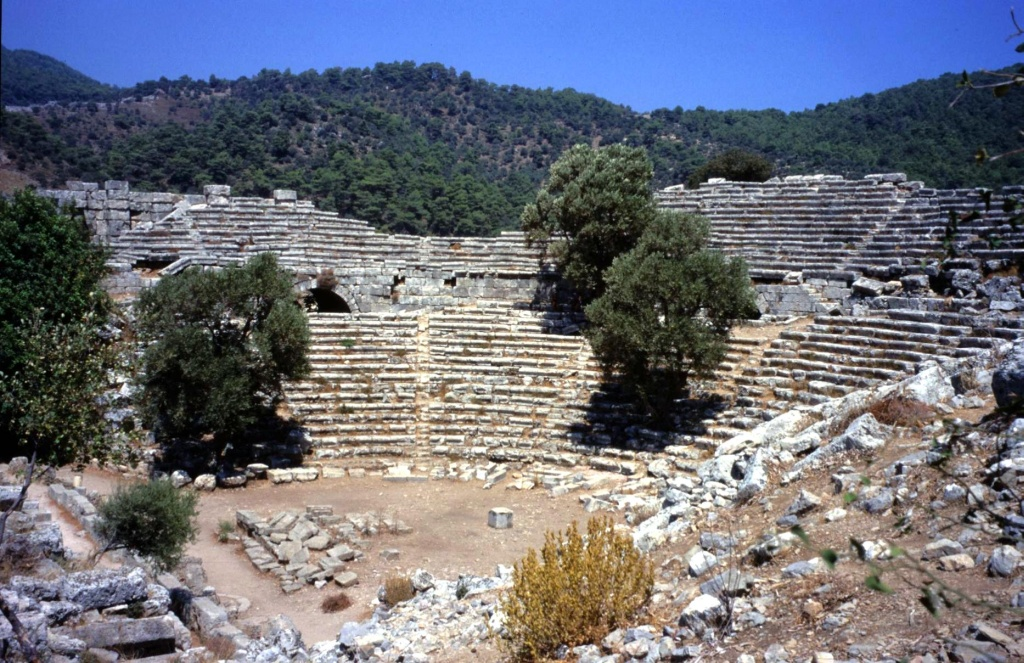
مسرح في كاونوس

كاريا هي منطقة قديمة في جنوب غرب آسيا الصغرى يحيط بها من الشمال آيونيا وليديا، ومن الغرب الجنوب بحر إيجة، ومن الشرق ليكيا وجزء صغير من فريجيا.

## جغرافيا وتضاريس الإقليم
يشتمل الشريط الساحلي على سلسلة متعاقبة من النتوءات الصخرية الخلجان العميقة. وأهم هذه الخلجان هو الخليج الكيرامي أو خليج كوس (اسمه الآن غوكوفا)، ويمتد داخل الأرض لنحو 110 كم بين الجبل الكبير في ميندوس في الشمال وحتى كنيدوس ورأس كريو في الجنوب. شمال هذا يقع الخليج العميق المدعو في الأزمان القديمة خليج ياسوس (المعروف الآن بخليج مندلية)، وما بعده هناك الخليج الأعمق الذي امتد داخل البلاد سابقا بين ميليتوس وبرييني، لكن الجزء الخارجي منه امتلأ كليا بالرواسب الطينية لنهر ماياندر (وهو الآن يدعى بويوك مندرس)، بينما أصبح الذراع الأعمق من خليج لاتميك بحيرة الآن. وجنوب رأس كريو أيضا هناك الخليج المعروف بخليج دوريس مع عدة خلجان ملحقة، ويحده من الجنوب قمم كينوسيما الوعرة (ويسمى الآن رأس ألوبو). بين هذا الرأس البحري وحدود ليكيا يقع خليج مارماريكا المحمي، وهو معروف في الأزمنة الحديثة كأحد أفضل الموانئ في البحر الأبيض المتوسط.
كل كاريا تقريبا هي أرض جبلية. وهناك تجمعان جبليان هما كادموس (جبل بابا داغ) وسالباكوم (بوز داغ)، والتي هي في الحقيقة أجزاء من سلسلة جبال تاوروس، وتشكل النواة التي يرتبط بها الإطار الطبيعي الكامل للبلاد. من هذه التلال العالية تمتد هناك النجود العالية (في الكثير من الأجزاء ترتفع أكثر من 3000 قدم أو 1000 متر)، بينما تستمر الفروع إلى الشمال نحو نهر ماياندر وإلى الغرب نحو إيجة. تصل قمة جبل لاتموس (بشبرمك) وحدها 4500 قدما أو 1350 متر.
تتناثر الجزر العديدة حول الساحل، وفي بعض الحالات تفصلها المضايق الضيقة. وأشهر هذه الجزر هي رودس وكوس. كما توجد جزر أخرى مثل سيمي وتيلوس ونيسيروس وكالمينوس وليوس وبطمس وجميعها مأهولة منذ العصور القديمة وحتى الآن، والبعض منها تحوي موانئ ممتازة. ونيسيروس هي الوحيدة ذات الأصل البركاني؛ بينما تعود الأخريات لنفس التشكيل الكلسي من الرؤوس البحرية الصخرية للساحل.

## السكان
البلاد المعروفة بكاريا اشترك في سكنها الكاريون الأصليون والكاونيون الذين كانوا أكثر همجية وسكنوا المنطقة بين كاريا وليكيا. ولم يعتبروا من نفس عرق الكاريين، لذا تم استثناؤهم من معبد زيوس الكاري في ميلاس، الذي كان مشتركا بين الكاريين والميسيين والليديين، مع أن لغتهم كانت مثل لغة الكاريين.
اعتقد هيرودوت بأن الكاونيين هم السكان الأصليين، وأن الكاريين هم في الأصل يدعون ليليغيس وقد طردوا من الجزر الإيجية من قبل اليونانيين الغزاة. بدا أن هذا الرأي كان سائدا بين الكتاب اليونانيين، فقد ذكر ثوكيديدس بأنه عندما «طهرت» جزيرة ديلوس فإن أكثر من نصف الجثث التي وجدت دفنت بها كانت للكاريين. لكن الاكتشافات الأثرية الحديثة تقف ضد هذا الاعتقاد؛ والأسطورة التي تتحدث عن الأخوة ميسوس وليدوس وكار تشير إلى أن الشعوب الثلاثة التي عبدت الآلهة معا في معبد ميلاسا تعود كلها إلى نفس العرق. يميّز هوميروس شعب ليغيليس عن الكاريين، الذي ينسب إليهم اختراع قمم الخوذات معاطف الأسلحة ومقابض الدروع.
عثر على عدد كبير من النقوش الكارية القصيرة، ومعظمها كان في مصر. ولاحظها أولا ليبسيوس في أبو سمبل، حيث استنتج بشكل صحيح بأنها كانت من عمل مرتزقة بسامتيك الكاريين. أما اللغة، بقدر ما تم من فك طلاسمها، فإنها لغة آسيوية وليست هندو أوروبية.

## الآثار
أدت تنقيبات وليام روجر بايتن في أسارليك وإف. وينتر في إدرياس إلى اكتشاف فخار بأشكال هندسية من الفترة الميسينية المتأخرة. لكن كاريا كان لها دور صغير في التاريخ. فقد احتلتها مملكة ليديا حيث شكلت قوات الكاريين كتائب حراس الملك. وكنيدوس وهاليكارناسوس على الساحل استعمرت من قبل الدوريين. في هاليكارناسوس اكتشف السير تشارلز توماس نيوتن الضريح الذي بنته أرتميسيا تذكارا لزوجها ماوسولوس حوالي العام 360 ق م، كان التنقيب في عام 1857 – 1858. وتم التنقيب عن كنيدوس في نفس الوقت، حيث عثر على «الأسد الكنيدي» الموجود الآن في المتحف البريطاني، وكان موجودا في قبر قرب موقع المدينة القديمة (تشارلز توماس نيوتن، تاريخ الاكتشافات في كنيدوس، وهاليكارناسوس وبرانخيداي).
على الحدود بين كاريا وليديا تقع مدن يونانية أخرى، هي ميليتوس وبرييني وماغنيسيا، واستوطنت في الأزمنة المبكرة من قبل الأيونيين. وفي داخل البلاد كانت هناك تراليس (وهي الآن أيدين)، التي كانت تضم سكانا من الأيونيين أيضا، مع أنها لم تكن ضمن الاتحاد الأيوني. كشفت تنقيبات الإنجليز في 1868-1869، والفرنسيين تحت أوليفييه رافيه وألبير توماس في 1873، والألمان تحت تيودور فيغاند وشرادر في 1895-1898 عن موقع برييني اليوناني، ونفس الشيء لآثار ماغنيسيا على الماياندر من قبل المنقبين الفرنسيين في 1842-1843 والبعثة الألمانية تحت إشراف كارل هومان في 1891-1893. واصلت بعثة ألمانية تحت إشراف تيودور فيهغاند التنقيب في ميليتوس.
في العهد الفارسي، أسس أمراء محليون حكمهم في كاريا ومدوا حكمهم حتى على المدن اليونانية. ويبدو أن آخرهم كان بيكسوداروس، الذي استولى أورونتوباتس الفارسي على عرشه بعد موته الذي أبدى مقاومة كبيرة للإسكندر الكبير. لكن عاصمته هاليكارناسوس احتلت بعد حصار، وتم التفاوض على إمارة كاريا من قبل الأسكندر مع أدا وهي أميرة من سلالة محلية. بعد ذلك دمجت البلاد إلى الإمبراطورية السورية وبعد ذلك إلى مملكة بيرغاموم.

## انظرأيضا
- بودروم.